# Miloslav Krčméry
Miloslav Krčméry (14. května 1860 Hronsek – 4. listopadu 1902 Jasenová) byl slovenský evangelický kněz, náboženský spisovatel a hudební skladatel. Užíval také pseudonym Benjamin.

## Život
Miloslav Krčméry se narodil 14. května 1860 v Hronseku jako syn evangelického kněze a skladatele Augusta Horislava Krčméryho. Studoval na gymnáziu v Banské Bystrici a v Banské Štiavnici. Pokračoval studiem teologie na Evangelické teologické akademii v Bratislavě a na univerzitě v Lipsku. Knězem byl ordinován v roce 1882 a stal se kaplanem v Badíně, v srbském Aradáči a Petrovaci, v Hybách, od roku 1887 farářem a učitelem v Mošovcích a od r. 1896 v Jasenové.

## Dílo
Byl průkopníkem moderních metod v zemědělství na Oravě, náboženským spisovatelem, redaktorem časopisu Stráž na Sioně, tajemníkem společnosti pro vydávání evangelických knih Transcius. Přispíval do časopisů a kalendářů. Jako hudební skladatel komponoval písně a sbory na slova slovenských básníků.